# Einhornfisch (Wappentier)

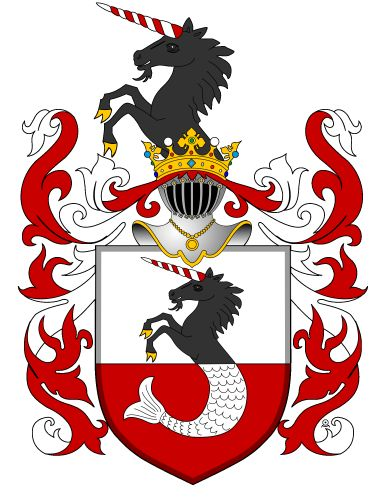
Wappen des schlesischen Adelsgeschlechtes Nimptsch mit Einhornfisch

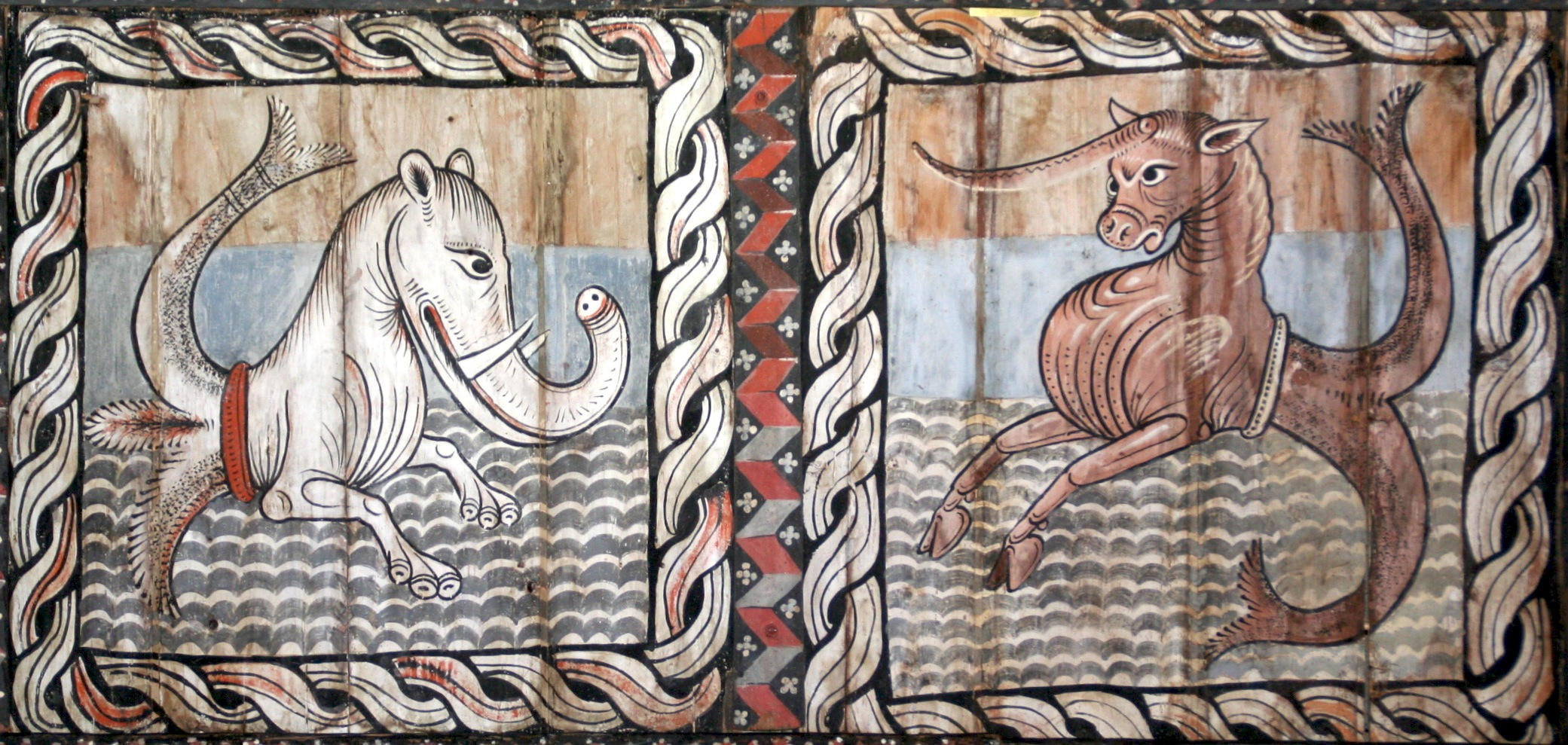
Fischgeschwänzter Elefant und fischgeschwänztes Einhorn an der Kirchendecke von St. Martin (Zillis)

Der Einhornfisch (auch See-Einhorn) ist ein selten verwendetes Wappentier. Er ist eine Zusammensetzung aus einem Vorderteil eines Einhorns und einem Fischschwanz als Hinterteil und gehört damit zu den fischgeschwänzten Tieren, die als Fabelwesen gelten. Die Farbgebung folgt den heraldischen Regeln. Die Form steht in keinem Zusammenhang mit als „Einhornfisch“ bezeichneten real existierenden Fischarten.